# Naby Sarr
Pour les articles homonymes, voir Sarr.
Mouhamadou-Naby Sarr, né le 13 août 1993 à Marseille, est un footballeur français qui évolue au poste de défenseur central à Reading FC.

## Biographie
Fils du footballeur sénégalais Sarr Boubacar, Naby Sarr débute dans les équipes jeunes Paris SG.  En 2008, il n'est pas conservé par le club de la capitale ; il rejoint alors l'Olympique lyonnais,.
Pour son premier match en pro de la saison 2012-2013 contre Kiryat Shmona en Ligue Europa, Naby Sarr inscrit son premier but (2-0).
En mai 2013, après plusieurs saisons en CFA avec l'équipe réserve, Mouhamadou-Naby Sarr signe son 1er contrat professionnel en s'engageant pour une durée de 3 ans avec l'OL.
Sélectionné avec l'équipe de France des moins 20 ans depuis 2012, il participe l'année suivante à la coupe du monde des moins de 20 ans que la France remporte le 13 juillet 2013.
Le samedi 26 juillet 2014, il signe un contrat de six ans avec le Sporting Portugal et se voit directement attribuer une clause libératoire de 45 millions d'euros.
Le 28 juillet 2015, il quitte le Sporting Portugal pour rejoindre Charlton, club de deuxième division anglaise. Il signe pour cinq ans.
Le 19 juin 2016, il est prêté au Red Star, club de Ligue 2.
Le 12 septembre 2020, il rejoint Huddersfield Town.
Le 29 décembre 2020,  il inscrit un doublé face à Blackburn Rovers en EFL Championship qui permet à son équipe de l'emporter sur le score de 2-1.
Libre de tout contrat après deux années passées à Huddersfield, il s'engage le 26 août 2022 pour quatre ans avec le Reading FC et continue ainsi son aventure anglaise en Championship.

## Statistiques
| Saison                | Club                  | Championnat           | Championnat | Championnat | Coupe nationale | Coupe nationale | Coupe de la Ligue | Coupe de la Ligue | Compétition(s) continentale(s) | Compétition(s) continentale(s) | Compétition(s) continentale(s) | Total | Total |
| Saison                | Club                  | Division              | M.          | B.          | M.              | B.              | M.                | B.                | Comp.                          | M.                             | B.                             | M.    | B.    |
| 2012-2013             | Olympique lyonnais    | Ligue 1               | -           | -           | -               | -               | -                 | -                 | C3                             | 1                              | 1                              | 1     | 1     |
| 2013-2014             | Olympique lyonnais    | Ligue 1               | 2           | 0           | -               | -               | -                 | -                 | C3                             | 2                              | 0                              | 4     | 0     |
| 2014-2015             | Sporting Portugal     | Primeira Liga         | 8           | 0           | 2               | 0               | 4                 | 0                 | C1                             | 4                              | 1                              | 18    | 1     |
| 2015-2016             | Charlton Athletic     | Championship          | 12          | 1           | 1               | 0               | 3                 | 1                 | -                              | -                              | -                              | 16    | 2     |
| 2016-2017             | Red Star FC           | Ligue 2               | 18          | 2           | 2               | 0               | 1                 | 0                 | -                              | -                              | -                              | 21    | 2     |
| Total sur la carrière | Total sur la carrière | Total sur la carrière | 40          | 3           | 5               | 0               | 8                 | 1                 | -                              | 7                              | 2                              | 60    | 6     |

## Palmarès
- France -20 ans
  - Coupe du monde des moins de 20 ans :
    - Vainqueur : 2013.
- Sporting Portugal
  - Vainqueur de la Coupe du Portugal 2015